# Liste der reichsten Libanesen
Die reichsten Libanesen (Milliardäre) sind nach Angaben des US-amerikanischen Magazins Forbes:
| #  | Name                 | Nettovermögen      | Staatsbürgerschaft         |
| -- | -------------------- | ------------------ | -------------------------- |
| 1  | al-Walid ibn Talal   | US$19,6 Milliarden | Libanon Saudi-Arabien      |
| 2  | Najib Mikati         | US$2,8 Milliarden  | Libanon                    |
| 3  | Taha Mikati          | US$2,8 Milliarden  | Libanon                    |
| 4  | Bahaa Hariri         | US$2,5 Milliarden  | Libanon                    |
| 5  | Issam Fares          | US$2,3 Milliarden  | Libanon                    |
| 6  | Richard E. Rainwater | US$2,3 Milliarden  | Libanon Vereinigte Staaten |
| 7  | Saad Hariri          | US$2 Milliarden    | Libanon                    |
| 8  | Familie Moroun       | US$1,7 Milliarden  | Libanon Vereinigte Staaten |
| 9  | Alec Gores           | US$1,6 Milliarden  | Libanon Vereinigte Staaten |
| 10 | Thomas Barrack       | US$1,5 Milliarden  | Libanon Vereinigte Staaten |
| 11 | Fahd Hariri          | US$1,5 Milliarden  | Libanon                    |
| 12 | Joe Jamail           | US$1,5 Milliarden  | Libanon Vereinigte Staaten |
| 13 | Familie Hariri       | US$1,5 Milliarden  | Libanon                    |
| 14 | George Joseph        | US$1,0 Milliarden  | Libanon Vereinigte Staaten |